# Lee Hong-gi
Lee Hong Gi (en hangul, 이홍기; en hanja, 李弘基; katakana: イ•ホンギ; Gwangju,
2 de marzo de 1990) es un cantautor, actor, escritor y diseñador de moda surcoreano. Es conocido por sus habilidades de canto y por ser el cantante principal de la banda de rock de Corea del Sur F.T. Island. Lee lanzó su primer álbum de estudio en solitario titulado FM302 en Corea del Sur el 18 de noviembre de 2015 y su álbum japonés AM302 el 9 de diciembre de 2015.

## Biografía
Lee se inscribió en la Universidad de Kyung Hee para estudiar teatro y cine. Sus pasatiempos son escuchar música, jugar fútbol, cocinar, jugar bolos, billar y el nail art.
El 8 de noviembre de 2016, se confirmó que Lee estaba en una relación con la actriz Han Bo-reum. El 9 de febrero de 2017, se confirmó que Lee y Han le habían dado fin a la relación.
El 30 de septiembre de 2019 inició su servicio militar obligatorio, el cual finalizó el 18 de abril de 2021.

## Carrera
Es miembro de la agencia "FNC Entertainment".

### Actuación
Antes de que Lee debutara como cantante en la banda F.T. Island, él era un actor infantil, haciendo su debut como actor en 2002 en la serie de televisión de KBS 2TV, Magic Kid Masuri como amigo de Masuri. La serie ganó popularidad entre estudiantes de primaria. También apareció en Kkangsooni, donde interpretó al personaje de Eo Soo Bong, y cantó para la banda sonora del programa.
En 2008, se le ofreció un papel principal en Master of Study, la adaptación coreana del drama japonés Dragon Zakura. Master of Study debió de haberse emitido a principios de 2009, pero debido a dificultades de preproducción, el drama se pospuso a principios de 2010, lo que llevó a FNC Entertainment a rechazar el papel de Lee debido a su apretada agenda con la banda.
Luego, Lee interpretó a Lysander en versión coreana de la obra musical A Midsummer Night's Dream, donde exhibió sus habilidades de canto, actuación y baile. En 2009, después de un descanso de cinco años, hizo su regreso como actor e interpretó el papel de Jeremy en el drama You're Beautiful. Para promocionar el drama, también contribuyó en canciones para la banda sonora, como «Promise» y «Still/As Ever». Recibió un premio como «Nueva estrella» en los SBS Drama Awards de 2009 por su actuación. You're Beautiful obtuvo ratings modestos en Corea del Sur, pero se convirtió en un éxito internacional y con él, la popularidad mundial de Lee aumentó.
En abril de 2011, Lee protagonizó el drama japonés Muscle Girl! de TBS junto a la actriz Yui Ichikawa. Esto fue seguido por una coproducción coreano-japonesa de 90 minutos titulada Noriko Goes to Seoul, en la que interpretó a un joven cantante aspirante que conoce a una mujer mayor (Takashima Reiko) que lo inspira a través de las dificultades para lograr su sueño.
En junio de 2013, hizo su debut en la pantalla grande en la película Rockin 'on Heaven's Door (título coreano: Passionate Goodbye), con Baek Jin Hee, en la que Lee interpretó a una estrella de música rebelde que es enviada a trabajar en un hospicio.
Lee comenzó a filmar Bride of the Century con Yang Jin Sung. Él tuvo un descanso de cuatro semanas después de que su hombro se dislocara y sufrió fracturas faciales durante diciembre de 2013. Lee volvió a las grabaciones del drama en enero de 2014 y la serie se emitió en febrero.
Lee también actuó en Modern Farmer junto a Park Min Woo, Lee Ha Nui y otros. El drama se transmitió desde el 18 de octubre de 2014 al 21 de diciembre de 2014, a las 20:45 (KST) los sábados y domingos.
Ese mismo año realizó una aparición especial en la serie Melting Me Softly donde dio vida a Son Hyun-ki, u joven asistente de director, papel interpretado por el actor Im Won-hee de adulto.

### Música

#### F.T. Island
En 2007, Lee debutó en la banda F.T. Island como el vocalista principal.
Lee decidió seguir una carrera musical después de protagonizar Kkangsooni, en donde prestó su voz para la banda sonora. Al final del drama, interpretó la canción en vivo en el escenario. Él tenía 13 años en ese momento. Impresionado por su poderosa habilidad vocal, algunas personas se le acercaron, no deseando perder su talento para cantar. El sello discográfico FNC Entertainment contrató a Lee y lo entrenó para convertirse en el vocalista principal de F.T. Island.

#### Debut en solitario
En 2015, Lee anunció a través de las redes sociales que estaba trabajando en un álbum coreano y japonés, que fueron publicados en noviembre y diciembre, respectivamente. El álbum coreano se tituló FM302, siendo liberado el 18 de noviembre de 2015, mientras que el álbum japonés se reveló como AM302, y se lanzó el 9 de diciembre de 2015. «FM302» combina la modulación de frecuencia, una terminología de radio (FM) con el cumpleaños de Lee, que es el 2 de marzo, para crear el efecto de su propia estación de radio que reproduce su música en todo el mundo. El sencillo «Insensible» es una canción de baladas y cuenta la triste historia de un hombre que no puede olvidar a su viejo amor. El vídeo musical se publicó el 18 de noviembre de 2015. La protagonista femenina del vídeo musical fue la actriz surcoreana Park Shin Hye. Antes del lanzamiento del videoclip, se realizó un escaparate. Tras el lanzamiento de FM302, se posicionó en el primer puesto tanto la lista de búsquedas de Naver como en la lista de ventas de Hanteo. El álbum seguía en la misma posición a la semana siguiente, vendiendo más de 19 000 copas en dos semanas. Además, seis días después del lanzamiento del álbum, Lee ganó el primer lugar en The Show de SBS MTV por primera vez. El álbum se ubicó en el segundo puesto en Gaon Album Chart, así como en la quinta posición en Gaon Social Chart en la tercera semana de noviembre.
Por otro lado, el PV para el álbum japonés AM302, se publicó en YouTube el 11 de noviembre de 2015. El sencillo principal se tituló «イ・ホンギ (Monologue)» y se publicó en el canal oficial de F.T. Island. El álbum japonés contenía algunas canciones del álbum coreano FM302, pero fueron traducidas al japonés. El álbum también está disponible en tres versiones diferentes, la versión original, la versión de Primadonna (para aficionados) y la versión de DVD de edición limitada. Tras su lanzamiento, se ubicó en el cuarto lugar de Oricon.

#### Apariciones en bandas sonoras
Lee ha prestado su voz para varias bandas sonoras de diferentes dramas como por ejemplo You're Beautiful, Heartstrings y The Heirs.
El 21 de mayo de 2015, el canal oficial de YouTube de Dal Shabet subió un vídeo de «Joker» versión Rock. El vídeo fue una colaboración entre Lee y Subin. Se creyó que los dos decidieron una colaboración cuando Lee y Subin se encontraron en Hello Counselor.

#### Composición y escritura de letras
En los últimos años, Lee también ha comenzado a componer música, y ha contribuido con las canciones «Black Chocolate» y «Orange Sky» a F.T. El álbum japonés Rated FT de F.T. Island, así como la canción principal «Memory» y la canción «Always With You» del EP Thanks To de la banda, y «Siren» de su último álbum The Mood.. También compuso canciones japonesas «On My Way», «Just Please» y «Born to be a Rock n Roller».

### Otros trabajos

#### Arte de uñas
El arte de uñas o nail art es una actividad creativa que dibuja imágenes o diseños en las uñas de las manos. Lee estaba obsesionado con el arte de uñas desde 2010, pero solo lo mostró públicamente en 2013. También se reveló que la exintegrante de f(x), Sulli, inspiró a Lee a seguir una carrera en el arte de uñas. Sus deseos y pasión por el arte de uñas se notaban ya que era raro que un ídolo masculino optara por el arte de uñas. Sin embargo, Lee continuó explorando el arte de uñas y llegando a pintarse las uñas como un hobby. 
La pasión de Lee por el nail art pasó al siguiente nivel cuando produjo su primer libro, titulado Lee Hong-gi's Nail Book, donde presenta varias técnicas y diseños de uñas. Se vendió rápidamente mostrando el apoyo del público para el arte de uñas en los hombres. También fue un libro de colaboración entre Lee y el artista de uñas Kim Soo Jung. El libro también obtuvo el primer lugar en la lista Tower Record de Japón dentro de la categoría de libros pre-ordenados tanto en Corea como en Japón, respectivamente. Su arte de uñas fue muy exitoso ya que también ganó varios premios por ello. Por ejemplo, Lee ganó el premio Best's Man's Nail Art Award en 2013, convirtiéndose en el primer extranjero en ganar este premio, que se llevó a cabo en Japón y también en 2015, Lee ganó el mismo premio, también el Best's Man Nail Art Award, pero no pudo asistir a la ceremonia debido a proyectos individuales y giras, pero en cambio agradeció a los fanáticos por su apoyo continuo a través de un vídeo.

#### Skullhong
Lee comenzó su propia marca de moda Skullhong en junio de 2014. Diseña accesorios, joyas y varios productos para uñas. Skullhong se centra en Corea, y desde entonces se ha ganado el apoyo popular debido a los diseños y frases personales de Lee, como anillos de uñas hechos de oro o plata, y frases pegadizas como «Doesn't Matter». Los nuevos artículos de moda se actualizan regularmente aproximadamente una vez al mes, diseñados por Lee personalmente.
Originalmente estaba basado en Seúl, Corea del Sur solamente, sin embargo, debido a su inmensa popularidad, desde entonces ha expandido su negocio a Hong Kong y Tokio, Japón. Además, en solo un día, el 90% de los artículos vendidos que debían venderse durante 6 días se agotaron, lo que demuestra su gran popularidad e interés.

## Discografía

### Álbumes de estudio
- 2015: FM302 (coreano)
- 2015: AM302 (japonés)

### Bandas sonoras
| Año  | Película/Drama               | Canción                        |
| ---- | ---------------------------- | ------------------------------ |
| 2004 | Kangsooni OST                | «To My Friend»                 |
| 2007 | Unstoppable Marriage OST     | «Lately I»                     |
| 2009 | You're Beautiful OST         | «Still», «Promise»             |
| 2011 | Heartstrings OST             | «Even If It's Not Necessary»   |
| 2013 | The Heirs OST                | «I'm Saying»                   |
| 2013 | Rockin' on Heaven's Door OST | «Jump», «Goodbye»              |
| 2014 | Bride of the Century OST     | «Words I Have Yet To Say»      |
| 2014 | Modern Farmer OST            | «When Love Comes», «Do Or Die» |

### Canciones escritas por Lee Hong Ki
| Año  | Discográfica      | Artista     | Álbum                | Canción                        |
| ---- | ----------------- | ----------- | -------------------- | ------------------------------ |
| 2011 | FNC Entertainment | F.T. Island | Five Treasure Island | «Flower Rock»                  |
| 2011 | FNC Entertainment | F.T. Island | 20                   | «Let It Go!»                   |
| 2012 | FNC Entertainment | F.T. Island | Five Treasure Box    | «Stay With Me»                 |
| 2012 | FNC Entertainment | F.T. Island | Five Treasure Box    | «Life»                         |
| 2012 | FNC Entertainment | F.T. Island | Five Treasure Box    | «Compass (The Way)»            |
| 2013 | FNC Entertainment | F.T. Island | Rated-FT             | Black Chocolate                |
| 2013 | FNC Entertainment | F.T. Island | Rated-FT             | «Orange Sky»                   |
| 2013 | FNC Entertainment | F.T. Island | Thanks to            | «Memory»                       |
| 2013 | FNC Entertainment | F.T. Island | Thanks to            | «Always With You»              |
| 2013 | FNC Entertainment | F.T. Island | The Mood             | «Siren»                        |
| 2013 | FNC Entertainment | F.T. Island | Uncharted Future     | Born To Be Rock'N Roller       |
| 2014 | FNC Entertainment | F.T. Island | New Page             | «On My Way»                    |
| 2015 | FNC Entertainment | F.T. Island | I Will               | «Pray»                         |
| 2015 | FNC Entertainment | F.T. Island | I Will               | «BPM69»                        |
| 2015 | FNC Entertainment | F.T. Island | I Will               | «Do You Know Why?»             |
| 2015 | FNC Entertainment | F.T. Island | I Will               | «To The Light»                 |
| 2015 | FNC Entertainment | F.T. Island | I Will               | «Light»                        |
| 2015 | FNC Entertainment | F.T. Island | 5.....Go             | «To The Light»                 |
| 2015 | FNC Entertainment | F.T. Island | 5.....Go             | «Primavera»                    |
| 2015 | FNC Entertainment | F.T. Island | 5.....Go             | «DAYDREAMER»                   |
| 2015 | FNC Entertainment | F.T. Island | 5.....Go             | «My Birthday»                  |
| 2016 | FNC Entertainment | F.T. Island | N.W.U                | «You Don't Know Who I Am»      |
| 2016 | FNC Entertainment | F.T. Island | N.W.U                | «Puppy»                        |
| 2016 | FNC Entertainment | F.T. Island | N.W.U                | «Come on Girl»                 |
| 2016 | FNC Entertainment | F.T. Island | N.W.U                | «Walking Dead»                 |
| 2016 | FNC Entertainment | F.T. Island | N.W.U                | «Cycle»                        |
| 2016 | FNC Entertainment | F.T. Island | N.W.U                | «We Are...» (Versión japonesa) |
| 2016 | FNC Entertainment | F.T. Island | Where's the Truth?   | «Out of Love»                  |
| 2016 | FNC Entertainment | F.T. Island | Where's the Truth?   | «Take Me Now»                  |
| 2016 | FNC Entertainment | F.T. Island | Where's the Truth?   | «Wonderful Life»               |
| 2016 | FNC Entertainment | F.T. Island | Where's the Truth?   | «We Are...» (Versión coreana)  |

### Otros
| Año  | Intérpretes                 | Canción            | Notas                                              |
| ---- | --------------------------- | ------------------ | -------------------------------------------------- |
| 2021 | Baek Ji-young & Lee Hong-gi | "Can I Love Again" | (remake. Canción de 4Men y Park Jung Eun del 2006) |

## Filmografía

### Series de televisión
| Año         | Título                                     | Papel                  | Cadena    | Notas                          | Ref.   |
| ----------- | ------------------------------------------ | ---------------------- | --------- | ------------------------------ | ------ |
| 2002        | TV Original Fairytale: Bicycle Thief       |                        | EBS       | Serie educacional              |        |
| 2002        | Magic Kid Masuri                           | Amigo de Masuri        | KBS 2TV   | Elenco principal               |        |
| 2004        | There's Light at the Tip of My Fingernails |                        | EBS       |                                |        |
| 2004        | Kkangsooni                                 | Eo Soo Bong            | EBS       | Serie educacional              |        |
| 2004        | Freezing Point                             | Hwan Yi                | MBC       | Papel de soporte               |        |
| 2005        | Flower Butterfly and Sunflower             |                        | EBS       | Serie educacional              |        |
| 2005        | Winter Child                               |                        | EBS       | Serie educacional              |        |
| 2008        | Unstoppable Marriage                       | Amigo de Hwang Sa Baek | KBS 2TV   | Cameo, ep. 62                  |        |
| 2008        | On Air                                     | Él mismo               | SBS       | Cameo, ep. 1                   |        |
| 2009        | Style                                      | Él mismo               | SBS       | Cameo, ep. 6                   |        |
| 2009        | You're Beautiful                           | Jeremy                 | SBS       | Papel principal                |        |
| 2010        | More Charming By the Day                   | Repartidor de pollo    | MBC       | Cameo, ep. 111                 |        |
| 2010        | My Girlfriend is a Nine-Tailed Fox         | Jeremy                 | SBS       | Cameo, ep. 16                  |        |
| 2011        | Muscle Girl!                               | Yoo Ji Ho              | TBS       | Papel principal                |        |
| 2011        | Noriko Goes to Seoul                       | Kim Min Ha             | KBS 2TV   | Papel principal                |        |
| 2013        | Cheongdam-dong 111                         | Él mismo               | tvN       | Reality show                   |        |
| 2014        | Bride of the Century                       | Choi Kang Joo          | TV Chosun | Papel principal                |        |
| 2014        | Modern Farmer                              | Lee Min Ki             | SBS       | Papel principal                |        |
| 2015        | Coming Out FTISLAND                        | Él mismo               | SBS MTV   | Reality show (con F.T. Island) |        |
| 2017 - 2018 | A Korean Odyssey                           | P.K                    | tvN       | 20 episodios (Papel principal) |        |
| 2019        | I Hate You! Juliet                         |                        |           | Papel principal                |        |
| 2019        | Melting Me Softly                          | Son Hyun-ki            |           | Cameo                          |        |
| 2025        | Primavera de juventud                      |                        | SBS       | Aparición especial             | [ 45 ] |

### Películas
| Año  | Título                   | Papel     | Notas            |
| ---- | ------------------------ | --------- | ---------------- |
| 2013 | Rockin' on Heaven's Door | Choong Ui | Papel principal  |
| 2014 | How to Steal a Dog       | Seok Gu   | Papel de soporte |

### Programas de televisión
| Año                          | Programa                         | Cadena     | Notas                                     |
| ---------------------------- | -------------------------------- | ---------- | ----------------------------------------- |
| 2021                         | Korean Version Star              | MBN        | juez                                      |
| 2021                         | South Korean Foreigners          | MBC Every1 | [ 47 ]                                    |
| 2021                         | Radio Star                       | MBC        | invitado                                  |
| 2019                         | Amazing Saturday (DoReMi Market) | tvN        | invitado                                  |
| 2018                         | Produce 48                       | Mnet       | entrenador vocal                          |
| 2011, 2012, 2013, 2015, 2017 | Hello Counselor                  | KBS2       | Invitado, Ep. 12, 93, 126, 221, 252 y 329 |
| 2021 - presente              | The Playlist                     | Mnet       | miembro                                   |

### Radio
| Año         | Programa       | Notas |
| ----------- | -------------- | ----- |
| 2016 - 2018 | Kiss The Radio | DJ    |

### Musicales
| Año  | Título             | Personaje | Director      | Notas                                                                                    |
| ---- | ------------------ | --------- | ------------- | ---------------------------------------------------------------------------------------- |
| 2021 | 1976 Harlan County |           | Yoo Byung-eun | junto a Oh Jong-hyuk, Sandeul, Lee Gun-myeong, Kim Hyeong-gyun, Kim Ryun-ho y Ahn Se-ha. |